# أبو الحسن علي بن محمد المغربي
أبو الحسن علي [أحمد] بن محمد المغربي كان مسؤولًا رفيع المستوى في الخلافة العباسية في أوائل القرن العاشر. وهو من أصل فارسي، أصبح رئيسًا لديوان المغرب (مكتب الغرب)، ومن هنا حصلت عائلته على نسبة "المغربي". بدءًا من أبي الحسن علي، شكّل بنو المغرب سلالة من المسؤولين ورجال الدولة الذين خدموا العديد من السلالات في الشرق الأوسط حتى زوالهم في أوائل القرن الحادي عشر. استمر ابنه أبو القاسم الحسين بن علي المغربي في خدمة العباسيين حتى انتقل إلى الإخشيديين ثم الحمدانيين؛ وكان حفيده علي في خدمة الحمدانيين ثم الفاطميين حتى أُعدم مع جميع أفراد الأسرة تقريبًا في عام 1010؛ ونجا حفيده أبو القاسم الحسين من المذبحة وخدم في بلاط البويهيين والمروانيين والعقيليين حتى وفاته في عام 1027 م.